# 樊噲
樊 噲（はん かい、? - 紀元前189年）は、中国の秦末から前漢初期にかけての武将。爵位は賢成君、後に臨武侯、さらに後に舞陽侯。諡号は武侯。

## 略歴
泗水郡沛県の人で、剛勇の人だったという。もとは犬の屠殺業をしていた。劉邦（高祖）の反秦蜂起に加わり、生涯仕えて武勲を挙げ、咸陽に入って、豪華な財宝に目を眩ませた劉邦に対して、張良とともに諫めた。鴻門の会でも項羽から身を救うなど活躍する。秦打倒の功績で賢成君に封じられた。また決起以前より劉邦の妻呂雉の妹呂嬃を娶っていたため、将軍の間でも王室の信頼は厚かった。
漢王朝成立後は、劉邦に従って反乱を起こした韓王信討伐に従軍した。
紀元前196年に、樊噲が尊敬して跪いたこともある韓信の謀反に同調した鉅鹿郡守の陳豨を酈商とともに討伐して、その功績を挙げた。同年に、劉邦が英布討伐のあとに矢による重傷を負って病床についたが、功臣の周勃と灌嬰などは面会することを遠慮した。しかし、劉邦の義弟である樊噲は遠慮せずに劉邦の部屋に入り、周勃、灌嬰も樊噲に同伴した。そのとき劉邦は宦官の膝を枕にして横になった。これを見た樊噲は「陛下は私たちを従えて、沛・豊で挙兵されました。やがて項羽を滅ぼして天下統一なされました。しかし、現在の有様はなんとしたことでしょう?同時に陛下が病床について私たちは心配でならないのです。それなのに、陛下は私たちに相談をなさらずに、勝手に宦官風情の膝元で横になっておられるのは情けない限りです。陛下はかつての趙高の件をお忘れですか?」と諫言した。これを聞いた劉邦は苦笑して起き上がった。
しかし、紀元前195年盟友の燕王盧綰討伐を劉邦から命じられるが、ある者の「樊噲は呂氏の一味です。皇帝が崩ずればたちまち戚夫人と如意を族滅するでしょう」 という讒言によって劉邦から勅命を受けた陳平によって捕らえられ、周勃と交代される。だが、高祖の死によって釈放された。
恵帝の時代に匈奴の冒頓単于が呂雉を侮辱する手紙を送ったので、激怒した呂雉に対して樊噲が進み出て「この私に十万の軍勢をお授けください」と述べた。他の諸将も樊噲に賛成した。しかし、中郎将の季布だけは「樊噲将軍の発言は死罪に値します」と直言したために、呂雉は以降から匈奴遠征を採り上げることはなかった。
恵帝の6年（紀元前189年）に死去した。武侯と諡された。

## 子孫
樊噲死後、嫡子の樊伉が舞陽侯を継いだが、呂雉の死を機とした政変により、呂氏一族皆殺しの一環として生母の呂嬃と共に処刑された。のちに樊噲の庶子の樊市人が舞陽侯を継いだ。樊市人は29年間も爵位にあり、死去すると荒侯と諡された。その子の樊他広が継いだ。
しかし、六年後に舞陽侯に仕える舎人が樊他広に対して罪を犯したので、処罰を受けた。その舎人は樊他広を恨み、朝廷に告訴した。その内容は「荒侯は病弱であり、子種を持っておりませんでした。それを不満に思った荒侯夫人は、荒侯の弟と密通して他広を産んだのです。他広は荒侯の子ではなく、甥なので舞陽侯を継ぐ資格はありません」というものであった。朝廷は樊他広の周辺の調査を命じた。
景帝の中元6年（紀元前144年）に樊他広は爵位を剥奪されて、領地を召し上げられて庶民の身分に落とされた。平帝の元始2年に、樊噲の6世の孫（玄孫の子）の樊章が舞陽侯に復位した。

## 鴻門の会

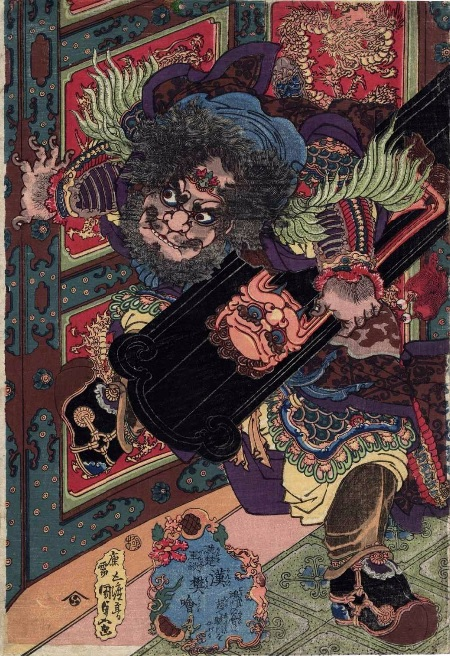
歌川国貞筆『漢楚軍談 漢樊噲』

劉邦が咸陽を攻め落とした後、項羽の軍が函谷関で足止めされた。項羽は劉邦が自分を出し抜いて王となる気だと思い、怒って殺そうとした。項伯・張良などの斡旋により、鴻門において弁明する機会が与えられた。これが有名な「鴻門の会」である。樊噲は参乗（さんじょう）、つまり警護役として劉邦に付き従っていた。
本営には劉邦と張良のみが中に入るのを許された。宴の席で、劉邦を暗殺しようとする剣舞が始まった。劉邦の危機を知った樊噲は所持していた盾で、制止する兵士を突き飛ばして倒し、本営の中に入り「祝勝の振る舞いがない!」と言った。その剣幕に剣舞は中止される。項羽は彼に大杯の酒と生の豚の肩肉を与えた。樊噲は酒を飲み干し、生のままの豚肉を平らげた。そして項羽に「咸陽を攻め落としたのは、出し抜こうとしたわけではなく、あなたがの来るのを待っていたのです」と釈明する。項羽はこれに黙り込んでしまう。その後、劉邦と樊噲は脱出し、張良が残って詫びた。これらにより項羽は劉邦を討つ機会を失い、劉邦は虎口を脱する。この功績により劉邦が漢王になって後に臨武侯に封じられた。
便所に行くことを理由に宴の席を外した劉邦を、そのまま脱出させようとした所、項羽に別れの挨拶をしていない（礼を失している）ことを劉邦が気にして宴の席に戻ろうとするのを、樊噲は「大行不顧細謹大礼不辞小譲（大行は細謹を顧みず、大礼は小譲を辞せず：大事を成し遂げようとするならば、細かく小さなことにこだわることなく、目的に向かって突き進むべきだ）」と伝えて連れ出し、これにより脱出に成功した。